# Martin Marietta
Martin Marietta Corporation war ein US-amerikanischer Mischkonzern, der hauptsächlich im Raumfahrt- und Rüstungssektor tätig war und von 1961 bis 1995 bestand.

## Firmengeschichte
Die Martin Marietta Corporation entstand 1961 durch die Fusion des Luftfahrt- und Rüstungsunternehmens Glenn L. Martin Company mit dem Baustoffkonzern American-Marietta Corporation (Farben, Baustoffe). Die Firma war in verschiedenen Sparten mit verschiedenen Tochterfirmen (z. B. Martin Marietta Materials, Martin Marietta Aluminum) tätig und produzierte unter anderem Flugzeuge und Flugzeugteile, Triebwerke, Elektronik, Baustoffe und Zement sowie Chemikalien. Sie nahm an dem durch das Weltraumrennen und das Wettrüsten mit der Sowjetunion ausgelösten Aufschwung der Luft- und Raumfahrtindustrie teil. Die Glenn L. Martin Company hatte bereits Erfahrungen im Bau von ballistischen Raketen und Marschflugkörpern gesammelt (Matador, Mace, Viking, Vanguard-Projekt). Zu den bekanntesten Produkten des Konzerns zählen die Titan-Interkontinental und -Trägerrakete und die Pershing-Mittelstreckenrakete, die noch in den 1950er Jahren von Martin entwickelt wurden.
1982 drohte eine feindliche Übernahme durch die Bendix Corporation. Um dies zu verhindern, verkaufte Martin Marietta alle nicht zu den Kerngeschäftsbereichen zählenden Bereiche, um ihrerseits eine feindliche Übernahme von Bendix zu finanzieren. Martin Marietta überstand diese Übernahmeschlacht und blieb ein eigenständiges Unternehmen, Bendix dagegen wurde von der Allied Corporation übernommen. 1993 übernahm man die Luftfahrt- und Satellitensparte von General Electric sowie die Raumfahrtabteilung von General Dynamics. 1995 erfolgte die Fusion mit der Lockheed Corporation zu Lockheed Martin. 1996 trennte sich Lockheed Martin von den letzten Anteilen der Sparte Martin Marietta Materials, die 1994 an die Börse gebracht worden war.

### Entwicklungen (Auswahl)
- Martin-Marietta X-23 und X-24, experimentelle Flugkörper zum Testen des Wiedereintritts in die Erdatmosphäre
- Titan-Trägerrakete (u. a. benutzt für das Gemini-Programm)
- Komponenten des Space Shuttle (u. a. Haupttank)
- Lander der Marssonden Viking 1 und 2
- MGM-31-Pershing-Mittelstreckenrakete
- LGM-118A-Peacekeeper- und MGM-134-Midgetman-ICBM
- Mk 41 Vertical Launching System
- AGM-12-Bullpup- und AGM-79-Blue-Eye-Luft-Boden-Raketen
- AGM-62-Walleye-Gleitbombe
- FGM-148-Javelin-Panzerabwehrrakete
- ADATS-Flugzeug- und Panzerabwehrsystem